# Jerzy Gebert
Jerzy Antoni Gebert (ur. 25 grudnia 1930 w Ostrogu) – polski radiowy dziennikarz sportowy, z wykształcenia lekarz.

## Życiorys
Dzieciństwo spędził na Wołyniu, jednakże wydarzenia z czasów II wojny światowej sprawiły, iż rodzina Gebertów drugą część okupacji przeżyła w Siedlcach, a od maja 1945 roku tworzyła swój dom w Gdańsku. W 1949 roku ukończył III Liceum Ogólnokształcące w Gdańsku (słynną „Topolówkę”). W latach 1949–1954 studiował na Wydziale Lekarskim Akademii Medycznej w Gdańsku (dziś Gdański Uniwersytet Medyczny). W III LO grał w piłkarskiej drużynie juniorów Lechii Gdańsk, a podczas studiów na AMG w drużynie, która prowadziła boje piłkarskie w III lidze.

## Dziennikarz i lekarz
W 1955 roku otrzymał dyplom lekarza i do 1962 roku pracował w Wojewódzkiej Przychodni Sportowo-Lekarskiej i gdańskich szkołach. By łączyć pracę dziennikarza z wykonywaniem profesji lekarza – przez 20 lat – do 1976 roku pełnił popołudniowo-nocne (17-godzinne) dyżury w Pogotowiu Ratunkowym.
Od września 1950 roku do emerytury w marcu 1991 roku pracował jako redaktor sportowy gdańskiej rozgłośni Polskiego Radia. Od 1961 roku był korespondentem katowickiego „Sportu” (ogólnopolskiego dziennika o tematyce sportowej). W 1971 roku mianowany kierownikiem redakcji informacji, w 1974 (po sukcesie wymyślonego i prowadzonego przez siebie „Studia Bałtyk”) został zastępcą redaktora naczelnego w Polskim Radio w Gdańsku. Od stycznia 1981 roku do emerytury (1991 r.) pełnił funkcję redaktora naczelnego.
Od czasu do czasu podejmował proponowaną mu współpracę z telewizją. Najpierw, jeszcze w prapoczątkach ośrodka gdańskiego, na przełomie lat 50. i 60. była to „Telerunda” – comiesięczny magazyn publicystyczny, trwający chyba godzinę, zawierający filmy i wywiady studyjne, ale przede wszystkim stanowiący arenę zaciętych pojedynków quizowych dwóch zespołów kibiców. Warunki były straszliwe, nieporównywalne z dzisiejszym telewizyjnym komfortem, część programu (wszystko oczywiście na żywo) szło z malutkiej łazienki, z której wymontowano wannę. Program musiał się jednak podobać, skoro Jerzy Gebert prowadził „Telerundę” blisko dwa lata, dzięki oczywiście pomocy i bliskiej współpracy takich weteranów gdańskiej telewizji jak Danuta Domańska, Janusz Stachowicz, Marian Ligęza czy Włodzimierz Komorowski.
Po pionierskich doświadczeniach w telewizji gdańskiej, nastąpiła poważniejsza, komentatorska już współpraca z ogólnopolską anteną telewizyjną. Dla Polskiego Radia i Telewizji Polskiej relacjonował Igrzyska Olimpijskie w Monachium (1972 r.), Montrealu (1976 r.) i Moskwie (1980 r.), wiele kolarskich Wyścigów Pokoju, międzynarodowych imprez najwyższej rangi sportowej (np. mistrzostwa świata i 10-krotnie Mistrzostwa Europy w boksie) oraz setki mniejszych i większych imprez krajowych. Do 2010 roku (także na emeryturze) Jerzy Gebert współpracował jako komentator z redakcją sportową I Programu Polskiego Radia w Warszawie.
Jerzy Gebert uprawiał tematykę sportową, pełniąc nieformalną funkcję kierownika redakcji sportowej. Jako pierwszy w kraju w 1951 roku wprowadził na antenę audycję typu "muzyka i sport", nazwaną później „Przy muzyce o sporcie”. Szybko jednak i bezceremonialnie „zapożyczyła” go sobie centralna redakcja sportowa w Warszawie. Przez długi okres były więc w Gdańsku „Sportowe rozmaitości”, które potem przekształciły się w „Sportową antenę” i w końcu w „Studio sport”.

## Pozasportowa praca dziennikarska
Twórca prowadzonego przez 15 lat codziennego, półtoragodzinnego porannego programu informacyjnego „Studio Bałtyk” (pierwszego programu nadawanego "na żywo" w czasach socjalistycznych, który wystartował jeszcze przed „Latem z Radiem”), nadawanego na antenie trzech rozgłośni: Gdańsk, Koszalin i Szczecin.
Jest autorem kilku słuchowisk i reportaży społeczno-obyczajowych. Zadebiutował antyalkoholowym reportażem dźwiękowym „Quo vadis Polaku?”. Potem było słuchowisko „Bokser i śmierć” (wg opowiadania Józefa Hena), słuchowisko „Zurűck zum Reich” (o trudnym życiu Polaków w Wolnym Mieście Gdańsku przed 1939 rokiem), dźwiękowy reportaż „Droga powrotna” z rejsu do Ameryki Południowej, czy wreszcie wielogodzinna transmisja z uroczystości sprowadzenia na Westerplatte prochów Majora Henryka Sucharskiego. Nie były to chyba próby najgorsze, skoro znalazły miejsce w ogólnopolskich programach Polskiego Radia, a przechwycony przez działaczy antyalkoholowy „Quo vadis Polaku?” wędrował po całej Polsce jako ilustracja licznych spotkań i dyskusji o zastraszająco szerzącym się rozpijaniu narodu.
Tak się składało, że w latach 50. i 60. audycje polskiego Radia szły na antenę niemal wyłącznie z tzw. "pudełka", czyli z nagranych uprzednio i ocenzurowanych taśm magnetofonowych, a jedynym praktycznie wyjątkiem byli reporterzy sportowi ze swoimi relacjami i transmisjami na żywo, wprost z obiektów sportowych. Jerzy Gebert należał do nich i dlatego w gdańskim Radio był praktycznie jedynym, który miał pojęcie jak się to "żywe" radio robi. Notabene dzisiaj brzmi to trochę śmiesznie, kiedy właściwie wszyscy i w radio i w telewizji pracują "na żywca".
Tak więc gdy w Gdańsku odbywało się coś wyjątkowo ważnego – do reporterskiej obsługi tego wydarzenia delegowany był Gebert – jak już wspomniana relacja ze sprowadzenia zwłok Majora Sucharskiego na Westerplatte czy w 1967 roku, gdy towarzyszył w odległości 3-4 metrów Prezydentowi Francji gen. de Gaulle, który ściskał dłonie mieszkańców Gdańska na Długim Targu i potem, gdy składał hołd swoim żołnierzom na gdańskim cmentarzu jeńców francuskich.
A takich spotkań i towarzyszących im "mikrofonów" było więcej. Np. imponująca iście cesarskim przepychem wizyta ostatniego szachinszacha Iranu Rezy Pachlavi i jego małżonki Farah Diby (niedługo potem zmiotła ich rewolucja), spotkania w Ratuszu Głównego Miasta z panią Premier Wielkiej Brytanii Margaret Thatcher, z kolejnym Prezydentem Francuzów panem François Mitterandem, z Pierwszą Damą Ameryki panią Barbarą Bush (żoną i matką dwóch prezydentów USA), czy też z panem Prezydentem Republiki Federalnej Niemiec Richardem von Weizsäckerem na modlitwie ekumenicznej w Katedrze Oliwskiej.

## Nie tylko mikrofon...
Mecze piłkarskie Aktorzy – Prasa były w latach pięćdziesiątych XX w. prawdziwym wydarzeniem sportowo-artystycznym dla całego Trójmiasta – trybuny gdańskiego stadionu Lechii wypełnione były do ostatniego miejsca (frekwencja nie ustępowała, ba! często przewyższała tę z ligowych spotkań, brylującej wtedy w ekstraklasie gdańskiej Lechii). Właśnie w owym czasie narodziły się na Wybrzeżu dwie takie ogromnie popularne, doroczne imprezy: Bal Prasy w salonach sopockiego Grand Hotelu i właśnie mecz Aktorzy – Prasa na największym gdańskim stadionie.
Fragment z książki Jerzego Geberta: cyt.: "...Mecz to nie jest właściwe określenie tego, co przez kilka godzin odbywało się na stadionie Lechii. Był wprawdzie głównym punktem programu, a „piłkarskie" wyczyny jego bohaterów były rzęsiście i gorąco oklaskiwane, ale zanim się rozpoczął, na stadionie było niemniej ciekawie, a na pewno bardziej kolorowo i atrakcyjnie. Zaczynało się przemarszem barwnej kawalkady nie tylko przyszłych graczy, ale także wielu innych aktorów, chórzystów i tancerzy z teatru i opery, poubieranych w przeróżne kostiumy z wystawianych tam przedstawień. To już było widowiskiem samym w sobie, wzmocnionym potem estradowymi występami znakomitych solistów gdańskiej opery: Kusiewicza, Cejrowskiego, Kokota czy Szymańskiego, a także popularnej wtedy gdańskiej piosenkarki Danusi Zimnej. Nie brakowało, hojnie dowożonego przez gdański browar, piwa. Zazwyczaj dopisywała pogoda, a przede wszystkim humor i sympatyczna atmosfera zarówno wśród uczestników, jak i na wypełnionych trybunach. Ludzie często specjalnie przychodzili na stadion, żeby zobaczyć z bliska, niemal dotknąć, swoich ulubieńców ze sceny teatralnej lub operowej, a także tych znanych tylko z łamów gazet i z anteny radiowej.
Potem rozlegał się gwizdek sędziego głównego, którym był najczęściej znany arbiter międzynarodowy Jerzy Kacprzak i do gry wracała piłka. Najczęściej całkiem nieposłuszna naszym intencjom, ale te humorystyczne interwencje, kiksy i niezamierzone wywrotki były także hucznie nagradzane brawami przez rozbawioną publiczność. Nie pamiętam, kto ile razy wygrał i przegrał, bo przecież nie wynik był w tym wszystkim najważniejszy, ale chyba najczęściej nasze mecze kończyły się polubownym remisem.
	Godzi się tu wtrącić słówko o naszych wspaniałych niegdysiejszych rywalach, a zarazem przyjaciołach zarówno na boisku jak i w częstych pozaboiskowych kontaktach towarzysko-biesiadnych. Oczywiście wśród nich rej wodził w tamtym czasie wybitny aktor, a później dyrektor Teatru „Wybrzeże” Staszek Michalski, który zawsze był kapitanem drużyny aktorów, a dzielnie sekundowali mu m.in.: Andrzej Szaciłło, Leszek Kowalski i Tadeusz Rybowski, operowi soliści: Jurek Szymański i Kazik Sergiel oraz Krzysztof Rzeszot i Zdzisław Szlawski, na którego barkach spoczywał główny ciężar organizacyjny naszych spotkań w latach późniejszych, kiedy już odbudowaliśmy Warszawę.
Mecze Aktorzy – Prasa toczyły się z pewnymi przerwami gdzieś do połowy lat 90., ale wówczas górę brały już wyczynowe ambicje obu drużyn, zasilanych nawet półzawodowcami spoza środowiska. Teraz liczył się przede wszystkim wynik i między innymi dlatego impreza zaczęła chylić się ku upadkowi i obumierać. Ostatni raz zagrałem w takim meczu chyba w 1994 roku na stadionie sopockiego Ogniwa, kiedy drużyną dziennikarzy rządzili: Marek Formela, Janusz Woźniak, Andrzej Chyliński i Janek Lindner, czyli 3-cie już pokolenie. Ale sześćdziesięcioparoletni weteran nie był wcale najgorszy – strzeliłem nawet pięknego gola w samo okienko bramki Aktorów, co udokumentowała filmowa migawka w „Panoramie”...
Jerzy Gebert był autorem koncepcji i realizacji dorocznego – od 1963 roku – odbywającego się na początku września biegu ulicznego Szlakiem Obrońców Wybrzeża (Bieg Westerplatte) na trasie: Westerplatte – Poczta Polska (najstarszy bieg uliczny w Polsce).
Z jego inicjatywy nadano w 1977 roku Ośrodkowi Przygotowań Olimpijskich w Cetniewie (Władysławowo) imię Feliksa Stamma.
W 1978 i 1982 roku wystąpił z pomysłem i pomagał w organizacji masowych turniejów piłkarskich drużyn szkolnych i podwórkowych podczas trwania mundiali w Argentynie i Hiszpanii.
Przez dwie kadencje w latach 90. XX w. był członkiem Zarządu Okręgowego Związku Piłki Ręcznej w Gdańsku.

## Autor 10 książek
Jerzy Gebert jest autorem poniższych książek:
1. Z gdańskich boisk i stadionów (Wydawnictwo Morskie, 1970 r.)
2. Bombardierzy, Korsarze i inni (GKS Wybrzeże, 1995 r.)
3. Pod siatką, koszem i między bramkami współautor, (Wydawnictwo Grot, 1995 r.)
4. Poczet olimpijczyków Ziemi Gdańskiej (Oficyna Gdańska, 1996 r.)
5. Mikrofonem zapisane (POLNORD, Wydawnictwo Oskar, 2000 r.)
6. "Bombardier" rzecz o Aleksym Antkiewiczu (Set, Agencja Reklamowo-Wydawnicza, 2003 r.)
7. Pomorski Bastion (wyd. M. Szatkowski, 2005 r.)
8. Alfabet Jerzego Geberta (Wydawnictwo DJ Drukarnia, 2010 r.)
9. Wspomnienia małego Wołyniaka (wyd. K. Gebert, 2010 r.)
10. Z Wołynia przez Gdańsk na trzy Olimpiady (wyd. własne, 2016 r.)

Cytaty z najnowszej książki Jerzego Geberta (Z Wołynia przez Gdańsk na trzy Olimpiady, 2016 r.):
- "...Tymczasem student medycyny trzy poranne godziny (8-11) miał obowiązek spędzać na uczelni, co w moim przypadku (ćwiczenia kliniczne) było wręcz nieodzowne. Dyrektor Bartnik nie mógł tego zrozumieć, tolerować i ścierpieć, a ponieważ musiałem z tego "przywileju" korzystać, stałem się niemal osobistym wrogiem towarzysza dyrektora. Regularnie więc co pół roku byłem z Radia zwalniany z trzymiesięcznym wypowiedzeniem. Próbowano w tym czasie innych kandydatów, ale z tym skutkiem, że pod koniec wypowiedzenia byłem ponownie angażowany. I tak w kółko Macieju, chyba sześć razy. Początki były więc cokolwiek nerwowe..."
- "...Z głośnika pada sakramentalne: "Zwycięża na punkty Szczepański, Polska". A z innej areny za kilkadziesiąt sekund oszalały ze szczęścia Tadeusz Cegielski opisuje drugą bramkę Deyny i zwycięstwo polskich piłkarzy. Teraz w krótkim odstępie czasu, za pośrednictwem naszych mikrofonów, dwukrotnie płyną do kraju dźwięki ukochanego Mazurka. Dla takiej jednej chwili warto urodzić się reporterem sportowym! To był niewątpliwie najpiękniejszy moment w mojej długiej, radiowej biografii..."

## Życie prywatne
Żonaty z Teresą, ojciec Katarzyny (ur. 1959) i Wojciecha (ur. 1963).

## Nagrody i wyróżnienia
- Nagroda Prezydenta Miasta Gdańska w Dziedzinie Kultury (2000)[3]
- Medal Księcia Mściwoja II „za wybitne osiągnięcia w dziennikarstwie sportowym i szeroką działalność na rzecz rozwoju wybrzeżowego sportu, a także za liczne publikacje książkowe o tematyce sportowej” (2005)[4]
- Nagroda Prezydenta Miasta Gdańska w Dziedzinie Kultury z okazji jubileuszu 60-lecia pracy dziennikarskiej oraz 80. urodzin (2010)[3]
- Medal „Za zasługi dla gdańskiego sportu” (2018)[2]